# جيف دنكان
جيفري إل. دنكان (بالإنجليزية: Geoffrey L. Duncan) هو سياسي أمريكي، رجل أعمال، ومتحدث عام. وُلد في 1 أبريل 1975 في أتلانتا، جورجيا. شغل منصب نائب حاكم ولاية جورجيا الثاني عشر من 2019 إلى 2023، وكان عضوًا في مجلس نواب ولاية جورجيا من 2013 إلى 2017. انضم إلى الحزب الديمقراطي في عام 2025 بعد سنوات من الخلافات مع الحزب الجمهوري.

## الحياة المبكرة والتعليم
درس دنكان في مدرسة تشاتاهوتشي الثانوية في جونز كريك، جورجيا، ثم في معهد جورجيا للتكنولوجيا، حيث لعب البيسبول الجامعي لفريق "Yellow Jackets". في عام 1994، شارك في بطولة College World Series مع فريقه، حيث وصلوا إلى الجولة النهائية. في عام 1995، لعب البيسبول الصيفي مع فريق Yarmouth-Dennis Red Sox في دوري كيب كود. تم اختياره في الجولة 69 من مسودة دوري البيسبول الرئيسي لعام 1996 من قبل فريق Florida Marlins، ولعب في دوري البيسبول الصغير حتى عام 2000 قبل أن تنتهي مسيرته بسبب إصابة في الكتف.

## الحياة المهنية
بعد تقاعده من البيسبول، أصبح دنكان الرئيس التنفيذي لشركة Wellview Health، وهي شركة متخصصة في الرعاية الصحية والعافية. في عام 2012، تم انتخابه لتمثيل المنطقة 26 في مجلس نواب ولاية جورجيا، حيث ركز على خلق فرص العمل في القطاع الخاص، وتقليل الإنفاق الحكومي، ودعم جهود الحفاظ على بحيرة لانير.
في عام 2017، أعلن دنكان عن ترشحه لمنصب نائب حاكم ولاية جورجيا. في الانتخابات التمهيدية لعام 2018، فاز في جولة الإعادة ضد ديفيد شافر، وفي الانتخابات العامة، فاز على المرشحة الديمقراطية سارة ريغز أميكو بنسبة 52% من الأصوات.

## فترة نائب الحاكم
خلال فترة ولايته من 2019 إلى 2023، ركز دنكان على قضايا الرعاية الصحية، وأعرب عن رغبته في أن تصبح جورجيا "عاصمة التكنولوجيا في الساحل الشرقي". في ديسمبر 2020، أصدر بيانًا مشتركًا مع الحاكم بريان كيمب يوضح فيه أن الدعوة إلى جلسة مشتركة للجمعية العامة لولاية جورجيا لتعيين ناخبين خاصين سيكون غير دستوري. بعد الانتخابات الرئاسية لعام 2020، انتقد دنكان مزاعم الرئيس السابق دونالد ترامب بشأن تزوير الانتخابات، وأشار إلى أن هذه المزاعم ساهمت في دفع التشريعات التي فرضت قيودًا جديدة على التصويت.
في أبريل 2021، أعلن دنكان أنه من غير المرجح أن يترشح لفترة ثانية بعد أن انتقد علنًا مزاعم تزوير الانتخابات. في مايو 2021، أعلن أنه لن يترشح لإعادة انتخابه في عام 2022.

## الحياة بعد منصب نائب الحاكم
في مايو 2024، كتب دنكان مقالًا في صحيفة "Atlanta Journal-Constitution" بعنوان "لماذا سأصوت لبايدن ويجب على الجمهوريين الآخرين أن يفعلوا ذلك أيضًا"، حيث أعرب عن دعمه للرئيس الديمقراطي جو بايدن وانتقد بشدة مرشح الحزب الجمهوري المحتمل دونالد ترامب. بعد مغادرته منصبه، أصبح دنكان معلقًا سياسيًا في قناة CNN ومتحدثًا عامًا مع وكالة "The Harry Walker Agency".
في يناير 2025، أصدرت اللجنة التنفيذية للحزب الجمهوري في ولاية جورجيا قرارًا بطرد دنكان من الحزب بسبب دعمه لكامالا هاريس في الانتخابات الرئاسية لعام 2024. في أغسطس 2025، أعلن دنكان في مقال آخر في صحيفة "Atlanta Journal-Constitution" عن انضمامه إلى الحزب الديمقراطي، مشيرًا إلى أن هذا القرار كان نتيجة لصراعه المستمر "لحب جاره" من خلال السياسات العامة.

## الحياة الشخصية
يعيش دنكان مع زوجته بروك في مدينة كامينغ، جورجيا. لديهم ثلاثة أبناء.

## روابط خارجية
- الموقع الرسمي
- حساب تويتر
- ملف CNN